# Asian Sevens Series Femenino 2018
El Asian Sevens Series Femenino de 2018 fue la decimonovena temporada del torneo femenino de rugby 7 de la confederación asiática.

## Calendario
| Torneo                                  | Ciudad    | Fecha                 | Campeón |
| --------------------------------------- | --------- | --------------------- | ------- |
| Seven Femenino de Hong Kong 2018 (Asia) | Hong Kong | 14 - 15 de septiembre | Japón   |
| Seven Femenino de Incheon 2018          | Incheon   | 29 - 30 de septiembre | Japón   |
| Seven Femenino de Colombo 2018          | Colombo   | 13 - 14 de octubre    | Japón   |

## Tabla de posiciones
| Pos | País          | HKG | KOR | SRI | Puntos |
| --- | ------------- | --- | --- | --- | ------ |
| 1   | Japón         | 12  | 12  | 12  | 36     |
| 2   | China         | 10  | 8   | 8   | 26     |
| 3   | Kazajistán    | 8   | 10  | 7   | 25     |
| 4   | Hong Kong     | 7   | 7   | 10  | 24     |
| 5   | Sri Lanka     | 5   | 5   | 5   | 15     |
| 6   | Tailandia     | 4   | 4   | 4   | 12     |
| 7   | Singapur      | 2   | 2   | 1   | 5      |
| 8   | Corea del Sur | 1   | 1   | 2   | 4      |

| Bandera de Japón |
| Campeón Japón    |
| Sexto título     |